# 祈理士
祈理士，CMG，KC，SC[?]（1931年1月16日—），英國大律師及殖民地官員，1979年6月至1983年6月任香港律政司兼行政立法兩局當然官守議員，1980年1月至1983年6月進一步兼任法律改革委員會首任主席。
祈理士畢業於劍橋大學伊曼紐爾學院，早年於英國執業，1972年獲御用大律師榮銜，1978年曾經來港代表律政司署就馬惜如及馬惜珍兄弟等人涉嫌經營販毒集團一案擔任控方大律師。在律政司任內，他推動多項立法工作，當中包括制訂《放債人條例》和放寬《公安條例》等，後來又處理過因香港前途問題而衍生的國籍等問題。在法改會主席任內，他參與研究香港發展仲裁業務，以及檢討有關於同性戀的法律。
卸任律政司後，祈理士返回英國執業，1983年至1984年曾獲英政府委任就哈洛德百貨公司涉嫌被不當分拆一事展開調查。他在1990年至2012年返回香港作私人執業，曾參與處理過詹培忠案、岑國社案、東方日報藐視法庭案、王德輝遺產爭奪案、奶昔謀殺案和李栢儉夫婦詐騙綜援案等多宗重大案件，並於2003年就時任財政司司長梁錦松涉嫌「偷步買車」醜聞向律政司提供法律意見。

## 生平

### 早年生涯
祈理士原籍英國北約克郡農索普，1931年1月16日生於波斯（伊朗前身），父親奧斯瓦爾德·哈迪·格里菲思（Oswald Hardy Griffiths，1893年－1952年）在當地任職英波石油公司高層，母親名叫克里斯蒂娜·弗洛拉·利特爾約翰（Christina Flora Littlejohn）。他還有一名胞妹，名叫克里斯汀·安妮·格里菲思（Christine Anne Griffiths）。
祈理士自幼返回英國北約克郡就讀於聖彼得學校，他在校內成績優異，並獲得大學獎學金。不過，他在升讀大學前選擇於1949年加入皇家工兵團服役，到1950年才以中尉軍階退役。此後，祈理士獲劍橋大學伊曼紐爾學院取錄，期間他的學業表現十分傑出，曾獲得高級獎學金，1955年更獲頒一級榮譽文學士（B.A.）學位畢業，數年後復於1960年獲校方加授文學碩士（M.A.）學位。
祈理士在服兵役期間認識了好友克里斯托夫·科利特（Christopher Collett，1931年－2012年），兩人除役後結伴遊歷歐洲，後來又一同考入劍橋伊曼紐爾學院，關係十分要好。透過祈理士，科利特還結識了他的胞妹安妮，兩人後於1959年結婚，因此科利特也是祈理士的妹夫。科利特日後成為倫敦安永會計師事務所高層，1988年至1989年擔任倫敦市市長，1988年獲英廷頒授GBE勳銜，成為爵士。

### 法律生涯
大學畢業後，祈理士於1956年從中殿律師學院考取英格蘭及威爾斯執業大律師資格，後來加入倫敦著名的皇室官衙律師行（Crown Office Chambers）作私人執業。他主要在英格蘭中部及牛津地區執業，也曾特聘到香港等地處理訴訟，1972年更獲英廷頒授御用大律師榮銜。執業多年來，他專長於各類刑事法、民事法、侵權法、合約法、行政法和憲法等範疇，而早年處理過的重大案件，包括在1978年獲香港政府律政司署聘用來港，就馬惜如及馬惜珍兄弟等人涉嫌經營販毒集團一案擔任控方大律師。
事件緣於1977年8月，皇家香港警隊偵破一個大型國際販毒集團，經調查後相信該集團由1968年到1973年間從金三角地區偷運大量毒品到香港，經加工和提煉後分別在本地和海外出售，賺取鉅額利潤。警方估計期內偷運的毒品計有鴉片、嗎啡和海洛英等，重達五噸，市值高達四億港元。當時警方懷疑該販毒集團由《東方日報》創辦人馬惜如和馬惜珍兄弟等人操控，因此向他們及其他相關人等發出通緝令，但由於馬惜如在警方採取行動前早已前往台灣，因此警方最終只能拘捕身在香港的馬惜珍等多名相關人士，其後進一步落案起訴馬惜珍、馬煥然、貝世雄、鄭亞雞、黃炳輝、陳基賢、李輝、余毓光和黃木平九人，指他們非法處理毒品和串謀販毒。
有關案件原訂於1978年9月25日在高等法院開審，並由祈理士代表律政司署擔任控方大律師；不過，案件在開審前，其中三名被告黃木平、黃炳輝和鄭亞雞卻於7月10日棄保潛逃，其後馬惜珍和馬煥然在警方嚴密監控下，又於開審前的9月19日成功棄保潛逃台灣。同一大案九名被告，卻先後有五人成功棄保潛逃，在當時引起輿論譁然。雖然如此，案件仍舊在祈理士擔任主控下如期開審，經過13天聆訊，陪審團於10月18日以五比二裁定其中一名被告貝世雄販毒罪名不成立，當庭獲釋。至於餘下三名被告李輝、余毓光和陳基賢的控罪，在經過11天聆訊後於11月10日審結，結果被七名陪審員一致裁定販毒罪名成立。主審按察司歐敬祿（Rory O'Connor）復於11月15日重判余毓光和陳基賢各入獄15年，而李輝也被重判入獄八年。
在私人執業以外，祈理士早年在英國也參與不少與法律相關的公職，當中包括在1954年至1955年擔任英國大律師公會理事會秘書，1967年至1971年擔任公會的執行委員會委員，以及於1973年至1977年擔任律師學院及大律師公會執行委員會委員。在大律師公會的公職以外，他於1974年至1979年擔任全國社會服務理事會（全國義工組織理事會前身）法律界代表理事，期間分別於1978年至1979年和1977年至1979年分別出任該會的大倫敦公民諮詢局執行委員會委員，以及該會的發展及特別計劃委員會增選委員。1972年起，他還獲英政府奉委英格蘭地區皇室法院特委法官，另外也曾經出任過英政府大法官法律服務會議轄下社會福利法律小組主席等職。

### 香港律政司
曾在香港參與多宗訴訟的祈理士在1979年6月獲時任香港總督麥理浩爵士起用，以合約形式受香港政府聘任，來港空降出任律政司一職，同時兼任行政立法兩局當然官守議員，以接替退休的何伯勵。此外，作為香港法律界之首，他上任律政司後不久，還罕有地獲香港大律師公會授予香港執業大律師資格，隨後復於1982年獲得香港的御用大律師榮銜（1997年後改稱資深大律師）。
祈理士在律政司任內推動多項立法工作和法律改革，較主要的包括在1980年制訂《放債人條例》；該法例取代舊有的1911年條例，加強規管放債活動，除了要求所有放債公司必須持有由政府發出的牌照以外，並訂立準則，規定任何人不得以超過年息60%的實際利率貸出款項，否則即屬違法，從而進一步取締高利貸活動。他任內其他的主要立法工作還包括修訂《商品交易條例》以禁止非法兜售期貨合約；以及修訂《公安條例》，放寬至30人以上的公眾集會或20人以上的遊行，才須要事先向警方申請。
另外，他引入多條《業主與租客（綜合）（修訂）條例》，旨在進一步限制業主向租戶收樓和加強保障租戶；並且修訂《防止賄賂條例》，修訂內容不單加重貪污罰則，又以七年為上限，限制犯罪人士出獄後，不得在入獄前任職的公營機構或公司擔任董事或經理等管理職務，或不得在入獄前從事的專業領域執業。1981年，祈理士更與英國大律師公會達成英國與香港兩地執業大律師資歷互認的協議，這意味英國的執業大律師除了一如以往可以在符合訂明的條件下來港執業外，香港的執業大律師也只要符合協議的條件，便可前赴當地執業。有關安排到1997年香港主權移交後數年，才因香港落實世界貿易組織的《服務貿易總協定》而告終。
1980年1月，港督麥理浩爵士成立法律改革委員會，負責檢討由律政司或首席按察司提交的各項法律議題，以切合香港的發展需要，身為律政司的祈理士遂兼任為法改會首任主席。他上任法改會主席後，即倡議香港發展成為國際仲裁中心，並成立專責委員會檢討商業仲裁和調解的長遠發展，促成立法局在1982年通過《仲裁（修訂）條例》，香港國際仲裁中心後來更於1985年正式成立。
法改會早年另一項處理的重大議題是關於同性戀的法律，事件緣於1980年，被指涉及和男性發生性行為的皇家香港警隊外籍督察麥樂倫被警方調查期間，於寓所連開五槍自殺身亡，由於同性性行為在當時的香港屬於刑事罪行，再加上事件存有疑點，因此引起輿論關注和爭論。事後，剛成立不久的法改會在祈理士主持下，即成立一個由最高法院按察司楊鐵樑擔任主席的一個研究小組委員會，負責檢討香港與同性戀相關的法律，而祈理士也是小組委員會委員之一；未幾，港督會同行政局也委任楊鐵樑同步主持獨立調查，研究麥樂倫的死因。祈理士在楊鐵樑主持獨立調查期間曾應邀作供，他表示經死因聆訊後已排除謀殺的可能，深信麥樂倫死於自殺；並批評市政局民選議員葉錫恩在事件中多番針對警方，是「感情用事」的表現。楊鐵樑後來於1981年發表的調查報告書結論麥樂倫死於自殺，而法改會研究小組委員會經深入討論後，法改會終在1983年提交報告書，建議非刑事化21歲或以上的同性性行為。然而，鑑於社會上對有關意見存在重大分歧，港府要到多年後的1991年，才於《刑事罪行（修訂）條例》中落實有關建議。

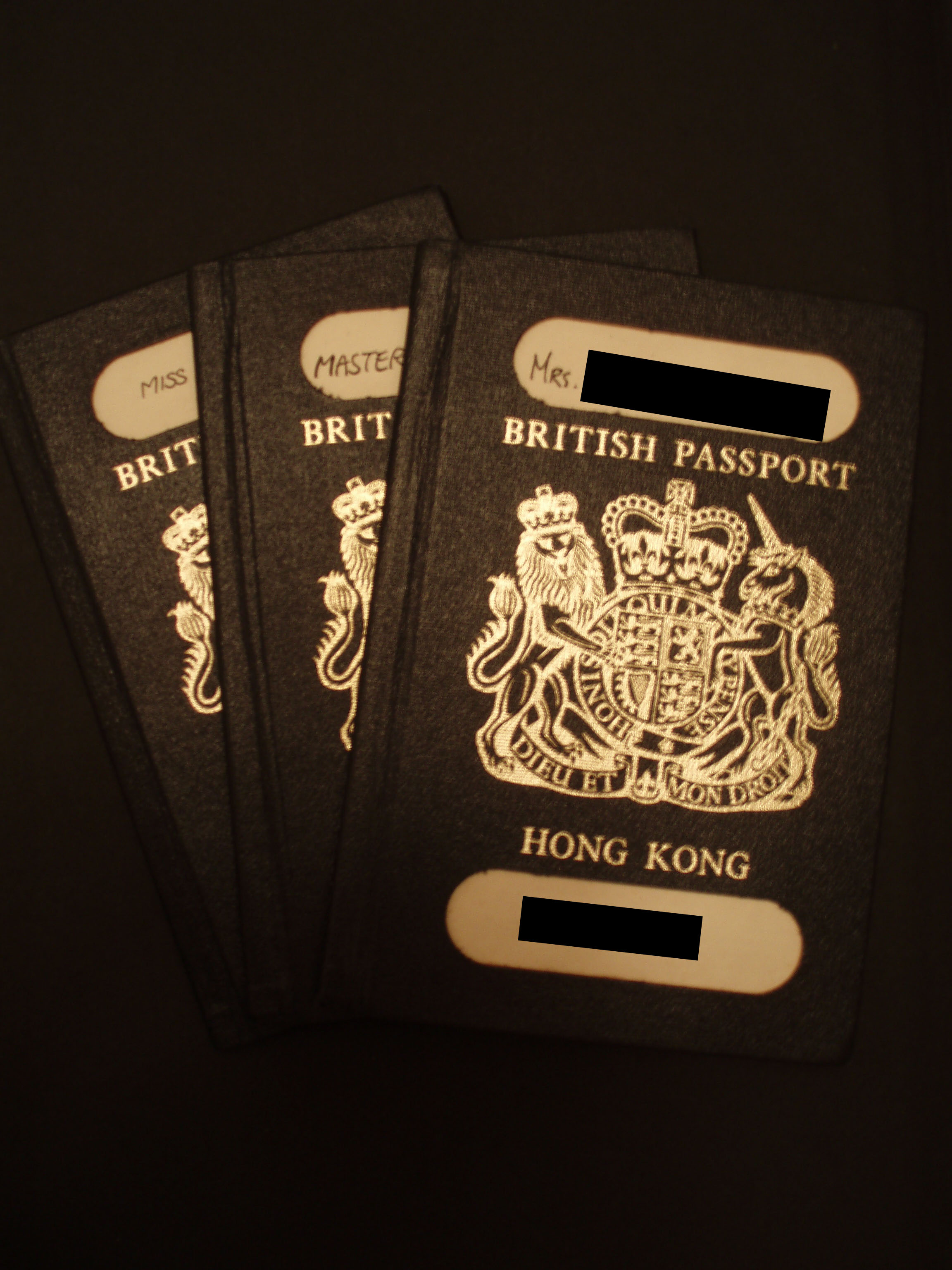
香港前途談判進行期間，祈理士爭取在香港英國屬土公民護照（圖）的內頁把國籍注明為「英國」，試圖穩定香港市民對前途的信心

祈理士在任律政司後期見證了香港前途談判在1982年底展開。當時鑑於前途談判僅限中英雙方參與，因此身為港府律政司的祈理士未有直接參與談判。不過，他仍舊處理了不少因前途談判而衍生的問題。1981年，英國國會在戴卓爾夫人的保守黨政府帶領下通過《1981年英國國籍法令》，該法令規定由1983年1月1日起，英國國籍法下的「英國及殖民地公民」類別將分拆為「英國公民」和「英國屬土公民」兩類，前者由英國本土公民享有，後者由英國各殖民地公民享有，意味英國本土和殖民地的居民將不再享有同一種公民身份。雖然在新國籍法下，香港的英國屬土公民在各項權利上沒有重大轉變，但隨著當時前途問題浮面，不少輿論擔心英政府修改國籍法的真正目的，是要為把香港主權移交中國做好準備，以及剝奪香港居民的英籍身份。有見及此，祈理士曾就香港居民的國籍問題與英政府方面展開多番交涉，事件也得到戴卓爾夫人注意，最終港府爭取到在香港的英國屬土公民護照中，於第一頁「國籍」一欄注明為「英國」，而「公民身份」一欄則注明為「英國屬土公民－香港」，以肯定香港人的英籍身份，但有關做法始終未能平息輿論此後對國籍問題的爭論。
1983年3月，祈理士在政府最新出版的《香港年報》中發表題為〈香港政制：繁榮之所繫〉（"The Constitution of Hong Kong: The Hub of the Wheel of State"）之署名文章，引來不少媒體報導。他在文中標榜香港經濟繁榮的成果，不單止是出於香港人自身的努力，實際上也有賴於法治和自由等傳承自英國憲制傳統的重要社會元素。他還指出，港府長久以來重視透過諮詢制度聆聽市民意願，在1982年引入區議會和進一步革新市政局，也顯示政府隨時代進步而加重諮詢制度在香港政制中扮演的角色。由於當時中英正就香港前途進行談判，所以外界多認為祈理士撰文的目的是希望港人能對前途保持信心，中方輿論則質疑祈理士在文中標榜香港在英國殖民地管治下的成功，是要增加英方在談判桌上的籌碼。
除了撰寫在《香港年報》發表的署名文章外，祈理士在律政司任內鮮有在公開場合就前途問題發表意見。一直到1983年5月快要卸任律政司的時候，他才罕有地接受傳媒訪問談論前途問題，他在訪問中強調香港的普通法法制能夠穩定港人信心，警告亂改法制將會「鑄成大錯」。卸任律政司後不久，祈理士在1983年9月再於香港舉行的第七屆英聯邦法律會議發表題為「香港政府所擔任的角色」的演講，他重申如果中國在1997年後取得香港主權，就必須維持現行制度以穩定香港民心；他又認為港人面對前途問題不必過份敏感，並指出自己對香港前途充滿信心，除了把大部份財產由英國轉移到香港外，所有銀行戶口都是以港元開納。多年以後，英政府在2013年解密的內部文件則顯示，戴卓爾夫人於1982年9月訪華後，曾於港督府會見港督尤德爵士、布政司夏鼎基爵士、財政司彭勵治爵士、律政司祈理士、民政司黎敦義和政務司鍾逸傑，商討英方在前途談判所採取的策略。文件顯示，祈理士提出如果中英談判預計長達兩年，英方就應爭取在談判初期向中方提出在1997年以後續租新界，從而在談判桌上先聲奪人；但事後的發展顯示，英方未能成功遊說中方接受續租新界的建議。
在擔任律政司以外，祈理士在港期間還擔任一些法律以外的公職，當中包括於1980年至1984年受邀擔任香港大學校董，同時又任菲臘親王劍橋獎學金執行委員會委員。鑑於祈理士完成合約後無意續約，因此他在1983年6月卸任律政司一職，由同樣來自英國的御用大律師唐明治接任。為肯定他在律政司任內的表現，他在同年6月的英女皇壽辰授勳名單中獲英廷頒授CMG勳銜。祈理士在1983年6月最後一次出席立法局會議時，還特別獲港督尤德爵士和首席非官守議員羅保發言致謝。

### 返回英國
祈理士卸任香港律政司後返回英國執業，重返皇室官衙律師行，後來又轉投布力克律師行（Brick Court Chambers）。身在英國的他也重新擔任不少與法律相關的公職，當中包括於1983年獲選為中殿律師學院理事、1983年至1989年再度出任英國大律師公會執行委員會委員，期間於1987年兼任公會的司庫一職、以及在1984年至1986年擔任律師學院及大律師公會教務委員會委員一職。1983年至1990年間，他還再一次獲英政府委任為英格蘭地區皇室法院特委法官，並且於1983年起出任法律教育理事會理事。
1983年8月，祈理士獲英政府貿工大臣柏堅遜（Cecil Parkinson）引用《公司法令》委任為獨立調查員，負責調查大型財團倫羅公司涉嫌以不當手法分拆弗雷澤百貨旗下哈洛德百貨公司的的事件。早於1981年，部署多時的倫羅公司提出以2.26億英鎊收購弗雷澤百貨，但當時英政府的壟斷及併購委員會認為本身已擁有《觀察家報》的倫羅一旦再吞併弗雷澤百貨，將有違公眾利益，於是否決收購申請，並規定倫羅不可持有弗雷澤百貨多於29.9%的股權。

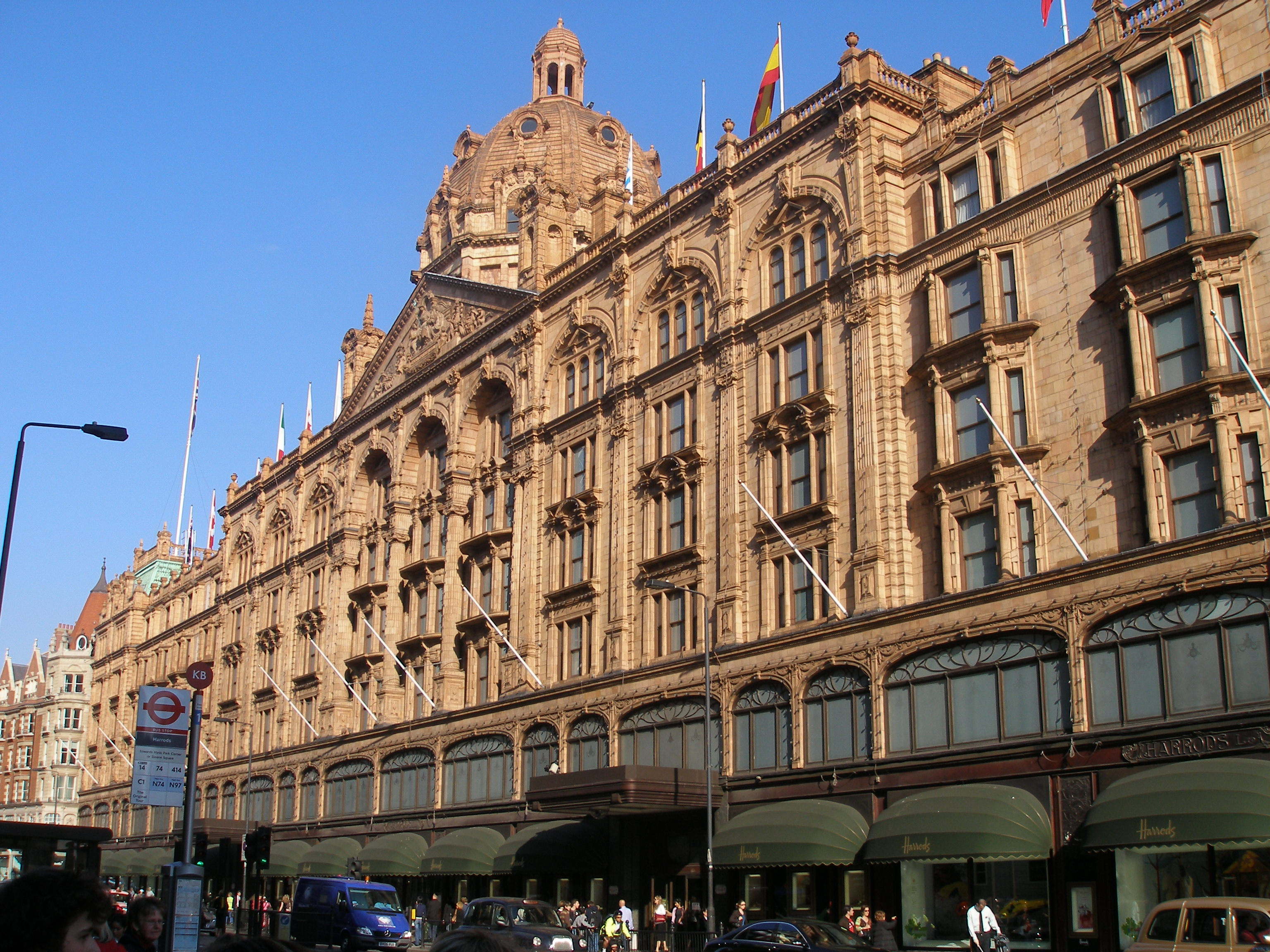
1983年8月，祈理士獲英政府貿易及工業部委任為獨立調查員，負責調查哈洛德百貨公司（圖）涉嫌被倫羅公司以不當手法從弗雷澤百貨分拆的事件

此後，倫羅雖然表示放棄收購行動，但卻發起運動爭取分拆屬於弗雷澤百貨旗下重要資產的哈洛德百貨公司。1983年初，弗雷澤百貨召開一次特別股東大會，討論是否分拆哈洛德百貨公司。在大會召開前夕，一班被指與倫羅有關的人士買入大批弗雷澤百貨的股份，並在特別大會上支持分拆方案；雖然方案最終被否決，但卻引起外界質疑倫羅企圖在背後安插股東，藉以在大會上通過分拆方案。同年6月，弗雷澤百貨舉行股東周年大會後不久再召開另一次特別大會，這次哈洛德百貨公司的分拆計劃終於獲得通過。然而，祈理士獲委任調查事件後，倫羅一方即否認指控，並反指弗雷澤百貨董事局部份董事才是真正在股東大會上操縱股東意向的幕後人物。
經過長時間調查，祈理士在1984年8月發表《祈理士報告書》（Griffiths Report），結論倫羅公司和弗雷澤百貨董事局雙方都沒有以不當手段策動股東採取一致行動。不過，祈理士在報告書中質疑倫羅公司行政總裁蒂尼·羅蘭（Tiny Rowland）是「是一名技藝高超的投機取巧者」，又認為羅蘭的證供相較其他證人並不可信。對於另一名牽涉事件的埃及富商穆罕默德·法耶茲，祈理士則認為對方體面和富責任感，對其證供予以信納。報告書發表後不久，倫羅決定把手上股權售予法耶茲，同時從其他股東購入6.34%股權；法耶茲旋於1985年3月作價6.15億英鎊提出收購弗雷澤百貨及旗下哈洛德百貨公司，最終獲得有關當局批准。不過，弗雷澤百貨的爭奪戰未有因此平息，此後倫羅公司旗下的《觀察家報》多番發表報導質疑法耶茲的個人背景和他收購弗雷澤百貨的資金來源，事件擾攘多年才漸告淡化。

### 香港執業
在律政司任內獲得香港執業大律師資格的祈理士，於1990年由英國前來香港，加入德輔大律師事務所作私人執業，同時接替獲委任高等法院大法官的嘉柏倫（Neil Kaplan）擔任該律師行的主席，並繼續保留與倫敦布力克律師行的非正式聯繫。祈理士於2002年卸任律師行主席一職，由馮華健接任，但仍留在律師行執業。此外，他由2000年起還出任中殿律師學會香港分會主席。在香港執業期間，他參與多宗重大案件的訴訟，例如在1998年8月，被控串謀偽造股票轉讓書和欺瞞稅務局等罪名的立法會金融服務界議員詹培忠被高等法院判監三年，隨後更遭罷免其立法會議席；詹培忠不服高院判決，於是聘請祈理士為辯護大律師提出上訴，最終上訴庭在同年12月維持原判，但決定把監禁年期減至一年。2002年，祈理士在岑國社案代表政府產業署前總產業經理岑國社提出上訴，但上訴遭到終審法院駁回，岑國社結果被即時收監；案中的岑國社涉嫌以權謀私、把約值1.5億港元的政府物業管理合約批予由親友經營的保安公司，因此在提出終極上訴以前，已被判公職人員行為失當罪名成立和入獄30個月。
同樣在2002年，高等法院原訟庭審理華懋集團主席龔如心與王德輝父親王廷歆爭奪王德輝數百億港元遺產的案件，並由祈理士代表王廷歆一方。該案聆訊歷時172天，創下當時香港民事審訊的紀錄，最後原訟庭裁定王廷歆勝訴。龔如心後來不服判決，並兩次提出上訴，但祈理士沒有再參與案件。龔如心的第一次上訴雖然再被高院上訴庭駁回，但到2005年卻戲劇似般獲終審法院裁定得值，得以正式繼承王德輝的鉅額遺產。2003年，聯合集團前主席李明治因涉嫌改動帳目以誇大公司股本、資產淨值和短期銀行貸款等數字，被高等法院裁定兩項虛假陳述及帳目罪名成立，判監一年；該案除了由另一位前律政司唐明治代表港府擔任控方大律師，祈理士也代表負責調查和檢控的證券及期貨事務監察委員會參與訴訟。
2006年，其士集團旗下的銳中有限公司聘用祈理士為控方大律師，控告香港房屋委員會和港府違反批地條款和干預合約，要求作出賠償。祈理士在訴訟中指出，銳中原本投得房委會位於旺角的私人參建居屋項目，興建成為富榮花園，其後於1997年6月把單位分階段出售，先後與超過3,400名業主簽訂合約。可是，房委會未幾陸續推出租者置其屋計劃等多項新的政策，容許部份公共屋邨居民如果決定購買現住的公屋單位，便可以在全數退回定金的情況下撤銷居屋買賣合約，結果導致大量原本打算買入富榮花園單位的公屋住戶撤銷合約，對銳中構成損失。然而，高等法院最後認為充公的定金由房委會擁有，港府也一直有機制准許居屋準買家取消買賣合約，因此裁定銳中一方的指控不成立。
同一年，祈理士在香港聯合交易所紀律委員會涉嫌違反《基本法》的終極上訴中代表新世界發展一方；案中的新世界在2001年被指在公佈中期業績前向個別分析員披露內容，事後遭聯交所召開紀委會調查。由於新世界一方堅持可以在紀委會的調查中聘請大律師代為陳詞和盤問證人，於是提出司法覆核；高等法院原訟庭本來於2004年裁定新世界敗訴，但到2005年被上訴庭裁定上訴得值，此後港交所反為向終審法院提出上訴，並從英國聘任御用大律師彭力克參與訴訟，最終終審法院裁定聯交所的紀委會並不等如《基本法》所界定的法庭，與訟人不一定可以聘請律師抗辯，故判新世界一方敗訴和承擔訟費。
祈理士其他參與過的訴訟工作，還計有於2004年11月為轟動一時的奶昔謀殺案主犯南茜·基塞爾（Nancy Kissel）成功向高等法院申請保釋外出；案中被告於2003年11月涉嫌因婚姻問題在陽明山莊住所謀殺任職美林證券高層的丈夫簡崇諾（Robert Kissel），被告其後於2005年被高院裁定謀殺罪名成立，判處終身監禁。終審法院後來雖於2010年准許該案發還重審，但高院仍於2011年維持原判。另外在2005年10月，祈理士在李栢儉夫婦詐取綜援和公屋單位一案獲聘代表李栢儉的妻子馮閏禪辯護；由於李栢儉和馮閏禪本身分別是退休大法官和執業大律師，儘管兩人都已年逾80歲，但卻被傳媒揭發過著奢華生活，因此引來輿論關注。案件於2006年3月在九龍城裁判法院開審時，祈理士卻以他與馮閏禪有「溝通困難」，又證實她患有中度老人癡呆症為理由，像戲劇般主動退出辯護，並改任辯方證人，支持馮閏禪以健康理由提出永久終止聆訊的申請。然而，經過多次押後，案件終於在2006年10月正式開審，李栢儉夫婦復於2007年1月被判罪成入獄11個月，經上訴後才於同年5月因獲准減刑而提早獲釋。
除了上述訴訟，祈理士也曾代表東方報業集團及其旗下刊物處理不少案件，但無獨有偶的是，高等法院在1978年審理牽涉《東方日報》創辦人馬氏兄弟等人的販毒案時，正是由祈理士代表律政司署擔任控方大律師。至於祈理士為東方處理的案件，則大多涉及誹謗等範疇。1997年，《壹本便利》就《東方日報》涉嫌誹謗入稟高等法院提出訟訴，由祈理士代表東方出庭答辯，但東方結果被判敗訴；1998年，他在東方日報藐視法庭案中代表東方抗辯，再被高院裁定敗訴；1999年，香港電台電視節目《傳媒春秋》主持人毛孟靜就她在節目中涉嫌誹謗東方一案上訴至終審法院，由祈理士代表東方答辯，最後終院裁定毛孟靜一方上訴得值；2002年，東方先後不服法庭裁定《壹周刊》兩篇報導誹謗罪名不成立的判決，由祈理士代表上訴至高院上訴庭，惟兩宗上訴都先後遭到駁回。
在港私人執業期間，祈理士還獲特區政府委任一些與法律相關的公職，當中包括在2001年至2007年出任電訊（競爭條文）上訴委員會首任主席，以及在2005年至2007年出任競爭政策檢討委員會委員，負責協助時任財政司司長唐英年檢討競爭政策諮詢委員會的組成和功能，並就香港未來的競爭政策發表意見。2003年3月，另一任財政司司長梁錦松被傳媒揭發他在《財政預算案》宣佈調高汽車首次登記稅前夕，在未有申報利益的情況下購買一部凌志轎車，引起輿論質疑他觸犯公職人員行為失當的罪行。受「偷步買車」醜聞困擾的梁錦松在2003年7月辭任財政司司長一職後，祈理士與另一位英國御用大律師韋爾森（Martin Wilson）獲律政司時任刑事檢控專員江樂士（Grenville Cross）邀請，就事件提供法律意見。鑑於兩人都認為沒有足夠證據證明梁錦松觸犯公職人員行為失當的罪行，江樂士經考慮後於同年12月宣佈律政司不會就「偷步買車」事件向梁錦松提出檢控。

### 晚年生涯
祈理士在香港執大律師業超過20年，到2012年才以81歲之齡決定退休和註銷執業資格，當時他在一眾香港大律師的資歷排名中位列第三。他在退休前夕最後參與的案件，包括在2012年代表摩根士丹利亞洲區前董事總經理杜軍涉嫌觸犯內幕交易罪行一案提出上訴，高等法院上訴庭最終維持杜軍被控10項內幕交易罪名成立的裁決，但同意監禁年期由七年減為六年，罰款金額也由2,330萬港元減至168.8萬港元。高院後來於2013年進一步頒令，要杜軍向297名受案件影響的投資者支付2,390萬港元。
祈理士退休後返回英國，晚年在當地過退休生活。

## 個人生活
祈理士有兩段婚姻，他在1958年於英國倫敦娶G·P·克勞登教授（Professor G. P. Crowden）和珍·克勞登（Jean Crowden）的女兒杰薩米·克勞登（Jessamy Crowden）為妻，兩人共育有三名女兒。祈理士與首任妻子離異後，他於1999年迎娶瑪麗·夏洛特·比達爾夫（Marie Charlotte Biddulph）為第二任妻子。
祈理士的興趣包括釣魚、閱讀和園藝，他是倫敦紳士會所飛蠅釣會（Flyfishers' Club）和胡爾林漢會（The Hurlingham Club）、以及香港的香港會和香港賽馬會會員。

## 部份著作
- Griffiths, John, "The Constitution of Hong Kong: The Hub of the Wheel of State", Hong Kong 1983. Hong Kong: Government Printer, 1983, pp.1–16. 
  - （中文版：祈理士撰，〈香港政制：繁榮之所繫〉，《香港一九八三年》。香港：香港政府印務局，1983年，頁1至13。）

## 榮譽
- 以下列出榮譽全稱及縮寫：^ 
  - 御用大律師（K.C.／Q.C.） （1972年4月11日[11]）
  - 御用大律師（Q.C.） （香港，1982年[23]）
  - 聖米迦勒及聖喬治同胞勳章（C.M.G.）（1983年英女皇壽辰授勳名單[54]）
  - 資深大律師（S.C.） （香港，1997年[4][23]）

## 注腳
1. ↑  "Oswald Hardy Griffiths" (retrieved on 12 April 2014)
2. ↑  "Cleveland Memorial Inscriptions" (retrieved on 12 April 2014)
3. ↑  "The E. E. Irwins Receive Word of Death of Nephew" (8 January 1953)
4. 1 2 3 4 5 6 7 8 9 10 11 12 13 14 15 16  "GRIFFITHS, John Calvert" (2010)
5. ↑  "British nationals born overseas 1818-2005" (retrieved on 12 April 2014)
6. 1 2 3 4 5  "PART FIFTY-ONE: Descendents from the Gloucestershire Line (Part Two) - Christopher Collett" (August 2013)
7. 1 2 3  〈本港司法史上里程碑，新任律政司紀富時獲批准執業大律師〉（1979年6月17日）
8. 1 2 3 4 5 6  Sinclair (1982), p.106.
9. 1 2 3  Griffiths-Lambe (3 March 2013)
10. 1 2  The Law List (1974), p. 293.
11. 1 2  "Issue 45644 （页面存档备份，存于）", London Gazette, 13 April 1972, p.4378.
12. 1 2 3 4 5 6  "JOHN GRIFFITHS" (captured on 1 September 2012)
13. 1 2  〈祁理士爆當年控馬惜珍〉（2002年3月22日）
14. 1 2 3  〈大販毒集團被冚〉（1977年8月26日）
15. ↑  〈馬惜珍昨提堂未應訊，今日作第二次提堂〉（1977年8月30日）
16. ↑  〈引渡問題難預料，可能在台北受審〉（1977年9月11日）
17. 1 2  〈貝世雄無罪獲釋〉（1978年10月19日）
18. 1 2 3  〈去年本港十大新聞〉（1979年1月1日）
19. 1 2  〈八人保釋五人潛逃，警方已下令通緝〉（1978年9月20日）
20. 1 2  〈被控串謀馬氏兄弟販毒案，李輝、余毓光、陳基賢分別判囚八至十五年〉（1978年11月16日）
21. ↑  〈律政司何百勵退休，大律師紀富時繼任〉（1979年5月9日）
22. 1 2 3 4 5  〈現行法制可穩定信心，亂作更改會鑄成大錯〉（1983年5月8日）
23. 1 2 3 4  〈資深大律師〉 （存取於2012年10月30日）
24. ↑  〈債務人若有心賴債，判監可收阻嚇作用〉（1979年7月5日）
25. ↑  〈立法會十題：《放債人條例》〉（2006年11月22日）
26. ↑  〈檢討放債人條例，盡力消滅高利貸〉（1982年1月7日）
27. ↑  〈律政司祈理士表示，放債人條例實施後高利貸活動已減少〉（1983年5月12日）
28. ↑  〈禁上兜售期貨合約，考慮修訂商品交易條例〉（1982年1月21日）
29. ↑  Lee (1983), pp. 153-156.
30. ↑  〈反對收樓如上訴失敗，將立即提出修訂法案〉（1980年3月13日）
31. ↑  OFFICIAL REPORT OF PROCEEDINGS (28 May 1980), pp. 843-847.
32. ↑  OFFICIAL REPORT OF PROCEEDINGS (25 June 1980), pp. 924-932.
33. ↑  〈將修訂反貪污法例，最高刑罰大幅加重〉（1980年5月29日）
34. ↑  〈香港與英國大律師互相承認專業資格〉（1981年8月22日）
35. ↑  〈《1999年法律執業者(修訂)條例草案》委員會報告〉（2000年2月17日），頁3至5。
36. 1 2  《商業仲裁》（1981年）
37. ↑  〈成立法律改革委會，修訂不合時宜法例〉（1980年4月11日）
38. ↑  〈按察司羅弼時爵士表示，國際仲裁中心判決將不會有上訴機會〉（1984年11月25日）
39. ↑  〈設國際性仲裁中心，香港實為理想地點〉（1980年6月16日）
40. 1 2  〈麥樂倫督察死於自殺，無須再開庭研究死因〉（19890年5月24日）
41. 1 2 3 4 5  《有關同性戀行為之法律》（1983年）
42. ↑  《資料摘要：調查委員會》（2003年3月20日），頁6。
43. ↑  〈高官同性戀調查報告，均呈送港督親自省覽〉（1981年5月13日）
44. ↑  〈律政司祈理士出席麥樂倫案作供，指葉錫恩感情用事，批評死因令人誤解〉（1981年5月15日）
45. ↑  〈成年男性同性戀行為，法律改委會建議合法〉（1983年6月9日）
46. 1 2 3 4 5 6  〈祈理士獻計：九七後續租新界〉（2013年3月24日）
47. 1 2 3  〈布政司夏鼎基表示明年起香港護照加英國字樣，但持證人權利無改變〉（1982年11月25日）
48. 1 2  〈護照國籍字眼問題，可能將獲圓滿解決〉（1982年11月11日）
49. ↑  OFFICIAL REPORT OF PROCEEDINGS (24 November 1982), pp. 252-253.
50. 1 2 3 4  〈律政司祈理士在香港年報撰文：香港成功因素歸功法律法治〉（1983年3月6日）
51. ↑  周毅之、施漢榮（1988年），頁83。
52. 1 2  〈中國須在憲法明文規定，維持香港現行制度不變〉（1983年9月24日）
53. ↑  〈律政司祁理士將卸任，律政署同人酒會道別〉（1983年6月4日）
54. 1 2  "Supplement to Issue 49375 （页面存档备份，存于）", London Gazette, 10 June 1983, p.4.
55. ↑  OFFICIAL REPORT OF PROCEEDINGS (8 June 1983), pp. 1014-1015.
56. ↑  The Bar List of the United Kingdom (1982), p. 274.
57. ↑  The Solicitors' and Barristers' Directory and Diary (1990), p. 3-61.
58. ↑  "Issue 49481 （页面存档备份，存于）", London Gazette, 19 September 1983, p.12267.
59. 1 2 3 4 5  New Statesman Society (1990), p.15.
60. 1 2 3 4 5 6 7 8 9 10  Sullivan and Renton (22 January 1989)
61. 1 2  Smith (1997)
62. ↑  Telford (16 May 2010)
63. 1 2  〈德輔概況〉（造訪於2014年4月8日）
64. ↑  Malkin (22 July 2002)
65. 1 2  CACC402/1998
66. 1 2  FACC1/2002
67. 1 2  〈產業署前經理罪成上訴駁回，億五元徇私岑國社收監〉（2002年7月11日）
68. 1 2  HCAP8/1999
69. 1 2  〈保釋期間再向家翁反擊，爭產敗訴龔如心正式上訴〉（2002年12月28日）
70. 1 2  FACC1/2003
71. ↑  〈法官指金融中心聲譽受損，李明治入獄1年〉（2004年11月6日）
72. ↑  〈重金禮聘兩前任律政司上陣〉（2003年2月12日）
73. 1 2 3 4  HCA8794/2000
74. 1 2 3  〈改房屋政策掀退定潮，富榮花園發展商控房委會〉（2006年9月5日）
75. 1 2  〈控房委會富榮花園發展商敗訴〉（2006年11月3日）
76. 1 2 3 4  FACV22/2005
77. 1 2 3  〈鄭裕彤挑戰聯交所終審敗訴〉（2006年4月7日）
78. 1 2  CACC414/2005
79. 1 2  〈美林高層遇害終院發還重審，奶昔謀殺案婦殺夫囚終身〉（2011年3月26日）
80. 1 2  〈與夫涉騙綜援，證實精神有異，前法官妻子求永久終止聆訊〉（2006年3月29日）
81. 1 2  〈涉騙綜援法官夫人患「癡呆」〉（2006年3月29日）
82. ↑  〈李柏儉夫婦囚11月〉（2007年1月27日）
83. ↑  〈李柏儉夫婦提早放監，網民怒轟「司法已死」〉（2007年5月26日）
84. ↑  HCA482/1996
85. ↑  HCMP407/1998
86. ↑  FACV5/1999
87. ↑  CACV1006/2000
88. ↑  CACV726/2001
89. ↑  〈誹謗案敗訴東方求翻案〉（2002年2月27日）
90. ↑  〈促進競爭〉（造訪於2014年4月8日）
91. 1 2 3  〈刑事檢控專員決定不起訴梁錦松〉（2003年12月15日）
92. ↑  CACC 334/2009
93. ↑  〈上訴法庭維持杜軍內幕交易罪成的判決〉（2012年9月20日）
94. ↑  〈法庭頒令內幕交易者杜軍向投資者支付2,390萬元〉（2013年12月12日）

### 英文資料
- "The E. E. Irwins Receive Word of Death of Nephew", Corona Daily Independent, 8 January 1953, p.3.
- The Law List. Stevens and Sons, 1974.
- OFFICIAL REPORT OF PROCEEDINGS （页面存档备份，存于）. Hong Kong: Legislative Council, 28 May 1980.
- OFFICIAL REPORT OF PROCEEDINGS （页面存档备份，存于）. Hong Kong: Legislative Council, 25 June 1980.
- The Bar List of the United Kingdom. Stevens & Sons, 1982.
- Edited by Sinclair, Kevin, Who's who in Hong Kong. Hong Kong: South China Morning Post, 1982.
- OFFICIAL REPORT OF PROCEEDINGS （页面存档备份，存于）. Hong Kong: Legislative Council, 24 November 1982.
- OFFICIAL REPORT OF PROCEEDINGS （页面存档备份，存于）. Hong Kong: Legislative Council, 8 June 1983.
- Lee, Ching-yee, Jane, The political economy of regulation: an evaluation of rent control policy in Hong Kong. Hong Kong: The University of Hong Kong, 1983.
- Sullivan, Lorana, and, Renton, Jane, "From House of Fraser to House of Lords: The story so far", The Observer, 22 January 1989.
- The Solicitors' and Barristers' Directory and Diary. Waterlow, 1990.
- New Statesman Society Volume 3, Issues 90-98. Statesman & Nation Publishing Company Limited, 1990.
- Smith, Tim, "Letter from the Parliamentary Commissioner for Standards to Mr Tim Smith MP", Select Committee on Standards and Privileges First Report. UK: House of Parliament, 1997.
- Malkin, Brendan, "UK counsel in Hong Kong and Singapore （页面存档备份，存于）", The Lawyer, 22 July 2002.
- "GRIFFITHS, John Calvert", Who's Who 2010. London: A & C Black, 2010.
- Telford, Donald, "Time to set the record straight on the Observer and the Harrods takeover （页面存档备份，存于）", The Observer, 16 May 2010.
- "JOHN GRIFFITHS", Des Voeux Chambers, captured on 1 September 2012.
- Griffiths-Lambe, Kate, "People Count （页面存档备份，存于）", Leading Light, 3 March 2013.
- "PART FIFTY-ONE: Descendents from the Gloucestershire Line (Part Two) - Christopher Collett", collettfamilyhistory.net, August 2013.
- "British nationals born overseas 1818-2005", Genes Reunited, retrieved on 12 April 2014.
- "Cleveland Memorial Inscriptions （页面存档备份，存于）", Genes Reunited, retrieved on 12 April 2014.
- "Oswald Hardy Griffiths （页面存档备份，存于）", thePeerage.com, retrieved on 12 April 2014.

### 中文資料
- 〈大販毒集團被冚〉，《大公報》第一張第四版，1977年8月26日。
- 〈馬惜珍昨提堂未應訊，今日作第二次提堂〉，《香港工商日報》第八頁，1977年8月30日。
- 〈引渡問題難預料，可能在台北受審〉，《香港工商日報》第一頁，1977年9月11日。
- 〈八人保釋五人潛逃，警方已下令通緝〉，《香港工商日報》第一頁，1978年9月20日。
- 〈貝世雄無罪獲釋〉，《香港工商日報》第一頁，1978年10月19日。
- 〈被控串謀馬氏兄弟販毒案，李輝、余毓光、陳基賢分別判囚八至十五年〉，《香港工商日報》第七頁，1978年11月16日。
- 〈去年本港十大新聞〉，《香港工商日報》第三頁，1979年1月1日。
- 〈律政司何百勵退休，大律師紀富時繼任〉，《香港工商日報》第七頁，1979年5月9日。
- 〈本港司法史上里程碑，新任律政司紀富時獲批准執業大律師〉，《香港工商日報》第七頁，1979年6月17日。
- 〈債務人若有心賴債，判監可收阻嚇作用〉，《華僑日報》第七張第一頁，1979年7月5日。
- 〈反對收樓如上訴失敗，將立即提出修訂法案〉，《香港工商日報》第一頁，1980年3月13日。
- 〈成立法律改革委會，修訂不合時宜法例〉，《香港工商日報》第七頁，1980年4月11日。
- 〈麥樂倫督察死於自殺，無須再開庭研究死因〉，《香港工商日報》第八頁，1980年5月24日。
- 〈將修訂反貪污法例，最高刑罰大幅加重〉，《香港工商日報》第七頁，1980年5月29日。
- 〈設國際性仲裁中心，香港實為理想地點〉，《華僑日報》第六張第一頁，1980年6月16日。
- 〈高官同性戀調查報告，均呈送港督親自省覽〉，《香港工商日報》第七頁，1981年5月13日。
- 〈律政司祈理士出席麥樂倫案作供，指葉錫恩感情用事，批評死因令人誤解〉，《香港工商日報》第五頁，1981年5月15日。
- 〈香港與英國大律師互相承認專業資格〉，《大公報》第二張第六版，1981年8月22日。
- 《商業仲裁 （页面存档备份，存于）》。香港：法律改革委員會，1981年。
- 〈檢討放債人條例，盡力消滅高利貸〉，《香港工商日報》第七頁，1982年1月7日。
- 〈禁上兜售期貨合約，考慮修訂商品交易條例〉，《香港工商日報》第八頁，1982年1月21日。
- 〈護照國籍字眼問題，可能將獲圓滿解決〉，《香港工商日報》第八頁，1982年11月11日。
- 〈布政司夏鼎基表示明年起香港護照加英國字樣，但持證人權利無改變〉，《工商日報》第七頁，1982年11月25日。
- 〈律政司祈理士在香港年報撰文：香港成功因素歸功法律法治〉，《華僑日報》第二張第一頁，1983年3月6日。
- 〈現行法制可穩定信心，亂作更改會鑄成大錯〉，《香港工商日報》第八頁，1983年5月8日。
- 〈律政司祈理士表示，放債人條例實施後高利貸活動已減少〉，《香港工商日報》第七頁，1983年5月12日。
- 〈律政司祁理士將卸任，律政署同人酒會道別〉，《華僑日報》第二張第一頁，1983年6月4日。
- 〈成年男性同性戀行為，法律改委會建議合法〉，《大公報》第二張第六版，1983年6月9日。
- 〈中國須在憲法明文規定，維持香港現行制度不變〉，《華僑日報》第二張第二頁，1983年9月24日。
- 《有關同性戀行為之法律 （页面存档备份，存于）》。香港：法律改革委員會，1983年。
- 〈按察司羅弼時爵士表示，國際仲裁中心判決將不會有上訴機會〉，《工商日報》第一頁，1984年11月25日。
- 周毅之、施漢榮著，《香港與一國兩制》。北京：中國社會科學出版社，1988年。ISBN 978-7-50040-498-9
- 〈《1999年法律執業者(修訂)條例草案》委員會報告 （页面存档备份，存于）〉。香港：立法會秘書處，2000年2月17日。
- 〈誹謗案敗訴東方求翻案 （页面存档备份，存于）〉，《蘋果日報》，2002年2月27日。
- 〈祁理士爆當年控馬惜珍 （页面存档备份，存于）〉，《蘋果日報》，2002年3月22日。
- 〈產業署前經理罪成上訴駁回，億五元徇私岑國社收監 （页面存档备份，存于）〉，《蘋果日報》，2002年7月11日。
- 〈保釋期間再向家翁反擊，爭產敗訴龔如心正式上訴 （页面存档备份，存于）〉，《蘋果日報》，2002年12月28日。
- 〈重金禮聘兩前任律政司上陣 （页面存档备份，存于）〉，《蘋果日報》，2003年2月12日。
- 《資料摘要：調查委員會 （页面存档备份，存于）》。香港：立法會秘書處，2003年3月20日。
- 〈刑事檢控專員決定不起訴梁錦松 （页面存档备份，存于）〉，《香港政府新聞公報》。香港：政府新聞處，2003年12月15日。
- 〈法官指金融中心聲譽受損，李明治入獄1年 （页面存档备份，存于）〉，《蘋果日報》，2004年11月6日。
- 〈涉騙綜援法官夫人患「癡呆 （页面存档备份，存于）」〉，《星島日報》，2006年3月29日。
- 〈與夫涉騙綜援，證實精神有異，前法官妻子求永久終止聆訊 （页面存档备份，存于）〉，《蘋果日報》，2006年3月29日
- 〈鄭裕彤挑戰聯交所終審敗訴 （页面存档备份，存于）〉，《太陽報》，2006年4月7日。
- 〈改房屋政策掀退定潮，富榮花園發展商控房委會 （页面存档备份，存于）〉，《蘋果日報》，2006年9月5日。
- 〈控房委會富榮花園發展商敗訴 （页面存档备份，存于）〉，《蘋果日報》，2006年11月3日。
- 〈立法會十題：《放債人條例》 （页面存档备份，存于）〉，《香港政府新聞公報》。香港：政府新聞處，2006年11月22日。
- 〈李柏儉夫婦囚11月〉，《太陽報》A02，2007年1月27日。
- 〈李柏儉夫婦提早放監，網民怒轟「司法已死」〉，《太陽報》A01，2007年5月26日。
- 〈美林高層遇害終院發還重審，奶昔謀殺案婦殺夫囚終身 （页面存档备份，存于）〉，《蘋果日報》，2011年3月26日。
- 〈上訴法庭維持杜軍內幕交易罪成的判決 （页面存档备份，存于）〉，證券及期貨事務監察委員會，2012年9月20日。
- 〈資深大律師〉。香港：香港大律師公會，存取於2012年10月30日。
- 〈祈理士獻計：九七後續租新界 （页面存档备份，存于）〉，《東方日報》，2013年3月24日。
- 〈法庭頒令內幕交易者杜軍向投資者支付2,390萬元 （页面存档备份，存于）〉，證券及期貨事務監察委員會，2013年12月12日。
- 〈德輔概況〉，《德輔大律師事務所》，造訪於2014年4月8日。
- 〈促進競爭 （页面存档备份，存于）〉。商務及經濟發展局工商及旅遊科，造訪於2014年4月8日。

### 法律資料
- Easy Finder Limited Plaintiff v Oriental Daily Publisher Limited and Another HCA482/1996
- Hong Kong Special Administrative Region v Chim Pui-chung （页面存档备份，存于） CACC402/1998
- The Secretary for Justice v The Oriental Press Group Limited and Others HCMP407/1998
- Eastern Express Publisher Limited and Another v Mo Man Ching and Another FACV5/1999
- Wang Din-shin v Nina Kung HCAP8/1999
- Oriental Press Group Limited v Next Magazine Publishing Limited and Others CACV1006/2000
- Oriental Sharp Limited v Hong Kong Housing Authority and Another HCA8794/2000
- Oriental Press Group Limited and Others v Next Magazine Publishing Limited and Others CACV726/2001
- Shum Kwok-sher v Hong Kong Special Administrative Region FACC1/2002
- Hong Kong Special Administrative Region v Lee Ming-tee FACC1/2003
- The Stock Exchange of Hong Kong Limited v New World Development Company Limited and Others FACV22/2005
- Hong Kong Special Administrative Region v Nancy Ann Kissel CACC414/2005
- Hong Kong Special Administrative Region v Du Jun CACC 334/2009

## 外部連結
- 香港法律改革委員會報告書
  - 商業仲裁（1981年） （页面存档备份，存于）
  - 票據法例（1982年） （页面存档备份，存于）
  - 有關同性戀行為之法律（1983年） （页面存档备份，存于）
  - 服務社會令（1983年） （页面存档备份，存于）

| 政府职务        | 政府职务                                     | 政府职务        |
| --------------- | -------------------------------------------- | --------------- |
| 前任者： 何伯勵 | 香港律政司 1979年6月-1983年6月               | 繼任者： 唐明治 |
| 前任者： 首任   | 法律改革委員會主席 1980年1月-1983年6月       | 繼任者： 唐明治 |
| 其他職務        |                                              |                 |
| 前任者： 嘉柏倫 | 德輔大律師事務所主席 1990年-2002年           | 繼任者： 馮華健 |
| 官衔            |                                              |                 |
| 前任者： 首任   | 電訊（競爭條文）上訴委員會主席 2001年-2007年 | 繼任者： 嘉柏倫 |